# فيل بوين
فيل بوين (بالإنجليزية: Phil Bowen)‏ هو كاتب مسرحي ومدرس وشاعر بريطاني، ولد في 1949.